# Felanich
Felanich (oficialmente en catalán: Felanitx) es una localidad y municipio español situado en el parte nororiental de la comarca del Migjorn, en Mallorca, comunidad autónoma de las Islas Baleares. A orillas del mar Mediterráneo, este municipio limita con los de Santañí, Campos, Porreras, Villafranca de Bonany y Manacor.
El municipio comprende los núcleos de población de Felanich —capital municipal—, Porto Colom (Portocolom), s'Horta, Cas Concos d'es Cavaller, Son Mesquida, Son Prohens (Son Proenç), Cala Ferrera, Son Valls, Son Negre, es Carritxó y Cala Serena.
Los puntos más altos del municipio son: San Salvador (509 m), donde hay un monasterio del mismo nombre; Sa Comuna (429 m); y el castillo de Santueri (408 m), utilizado antes de la conquista de la isla por parte de Jaime I de Aragón.

## Toponimia
El nombre Felanich procede del latín Fenales, que significa «terrenos de heno», y se corresponde a la palabra castellana Henares. En textos en español pueden encontrarse las grafías Felanich y Felanitx,esta última oficial. 

## Geografía
| Noroeste: Porreras y Villafranca de Bonany | Norte: Villafranca de Bonany y Manacor | Nordeste: Manacor                   |
| Oeste: Porreras y Campos                   |                                        | Este: mar Mediterráneo              |
| Suroeste: Campos                           | Sur: Campos y Santañí                  | Sureste: Santañí y mar Mediterráneo |

## Demografía
Felanich cuenta con una población de 18 850 habitantes (INE 2024).
| Gráfica de evolución demográfica de Felanich entre 1842 y 2021                                                      |
| |
| Población de derecho según los censos de población del INE Población de hecho según los censos de población del INE |

Hacia mediados del siglo XIX la villa tenía contabilizada una población de 9752 habitantes. En el censo de 1910 ascendía ya a 11 233 y en el de 1920 a 11 708 habitantes. Según el Instituto Nacional de Estadística de España, en 2022 Felanich contaba con una población de 18 357 habitantes censados, que se distribuyen (2019) de la siguiente manera:
| Entidad de población     | Habitantes (2019) |
| ------------------------ | ----------------- |
| Cas Concos d'es Cavaller | 884               |
| Cala Ferrera             | 223               |
| Cala Serena              | 118               |
| Es Carritxó              | 191               |
| Felanich                 | 9803              |
| S'Horta                  | 1034              |
| Porto Colom              | 4483              |
| Son Mesquida             | 329               |
| Son Negre                | 205               |
| Son Prohens              | 302               |
| Son Valls                | 208               |

## Administración y política
| Partido político                                   | 2023  | 2023  | 2023       | 2019  | 2019  | 2019       | 2015     | 2015     | 2015       | 2011  | 2011  | 2011       | 2007     | 2007     | 2007       |
| Partido político                                   | %     | Votos | Concejales | %     | Votos | Concejales | %        | Votos    | Concejales | %     | Votos | Concejales | %        | Votos    | Concejales |
| Partido Popular (PP)                               | 42,37 | 3151  | 8          | 32,02 | 2355  | 6          | 36,90    | 2768     | 7          | 47,21 | 3539  | 10         | 50,01    | 3982     | 9          |
| Més (PSM-IV-EN-APIB)                               | 21,54 | 1602  | 4          | 19,93 | 1466  | 3          | 28,98    | 2174     | 5          | 6,51  | 488   | 1          | Con EUIB | Con EUIB | Con EUIB   |
| Partit Socialista de les Illes Balears (PSIB-PSOE) | 14,67 | 1091  | 2          | 20,04 | 1474  | 4          | 18,85    | 1414     | 3          | 18,09 | 1356  | 3          | 21,08    | 1678     | 4          |
| Proposta per les Illes (PI)                        | 10,26 | 763   | 2          | 14,08 | 1036  | 2          | 13,56    | 1017     | 2          | –     | –     | –          | –        | –        | –          |
| Vox                                                | 6,97  | 519   | 1          | 6,37  | 469   | 1          | –        | –        | –          | –     | –     | –          | –        | –        | –          |
| Podem-Esquerra Unida de les Illes Balears (EUIB)   | 2,68  | 200   | 0          | 6,56  | 483   | 1          | –        | –        | –          | 2,73  | 205   | 0          | 18,10    | 1441     | 3          |
| Bloc                                               | –     | –     | –          | –     | –     | –          | Con APIB | Con APIB | Con APIB   | 18,81 | 1410  | 3          | –        | –        | –          |
| Unió Mallorquina (UM)                              | –     | –     | –          | –     | –     | –          | –        | –        | –          | –     | –     | –          | 8,93     | 711      | 1          |

## Cultura

### Ferias
Felanich
- Feria de Mayo: segundo domingo de mayo.
- Feria de San Agustín: el domingo antes de San Agustín (28 de agosto), o el mismo días 28 si cae en domingo.
- Feria de San Miguel: el domingo antes del 29 de septiembre (Santos Arcángeles).
- Feria del Pebre Bord: el domingo después del 18 de octubre (San Lucas).

S'Horta
- Feria de s'Horta: el domingo anterior a la quincuagésima.

### Fiestas
Felanich
- 20 de julio: Santa Margarita.

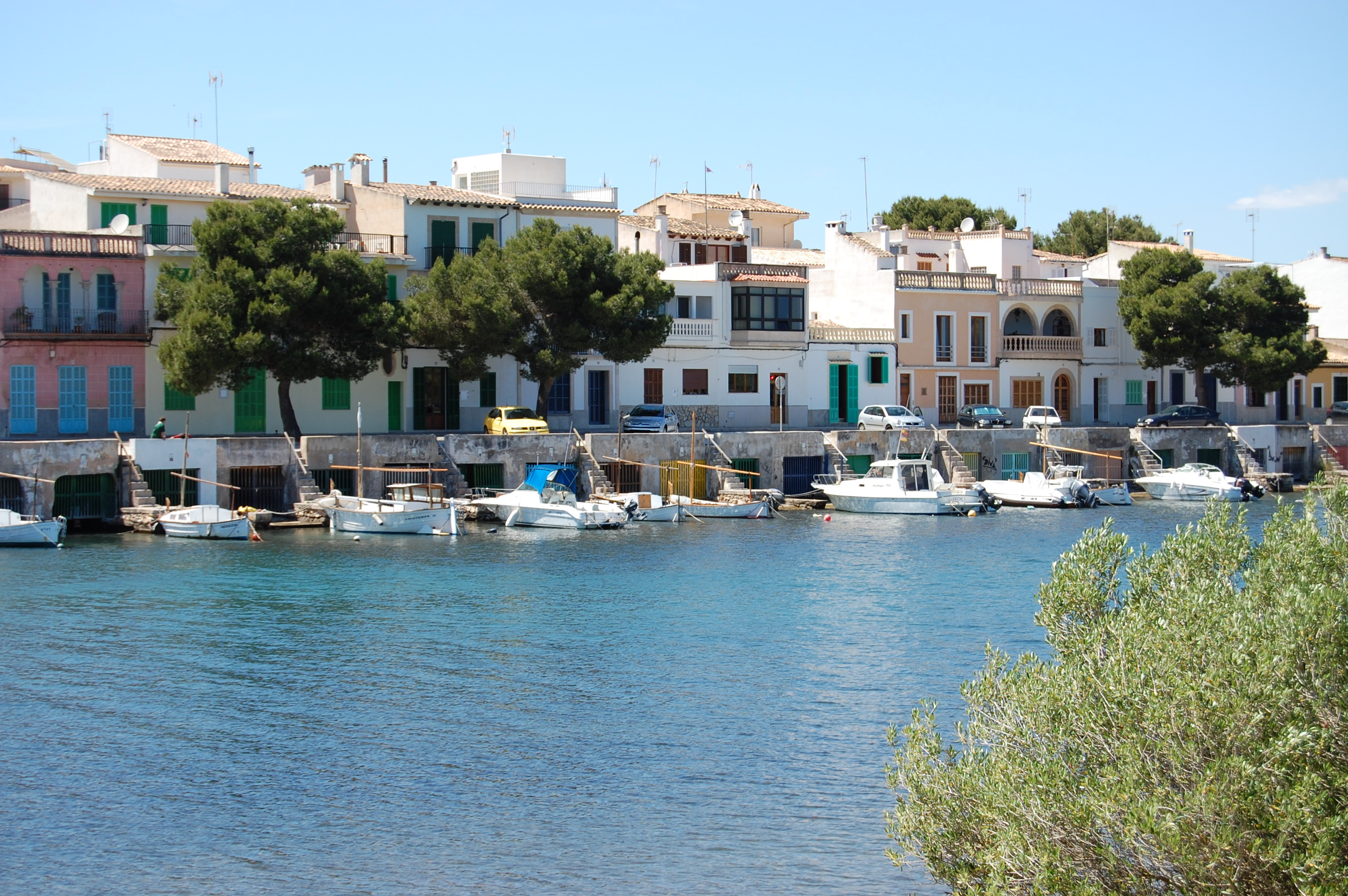
Vista de la localidad de Porto Colom, en el municipio de Felanich

- 28 de agosto: San Agustín. Día en que la gente se junta formando peñas para celebrarlo. La más extendida y antigua es la de El Cosso. Otras son: Es Bous, S'Espaseta, Es Burladero, y otras espontáneas del día.

Porto Colom
- 16 de julio: fiestas de la Virgen del Carmen.
- 25 de julio: fiestas de San Jaime. Este día la gente se junta para cenar y estar de fiesta en la playa del Arenal. Conocido por todos como el sopar a penyes (cena en las peñas en castellano).

S'Horta
- 15 de mayo: San Isidro.
- Domingo de Pentecostés

Cas Concos
- 10 de septiembre: San Nicolás.

### Bailes
Els Cavallets

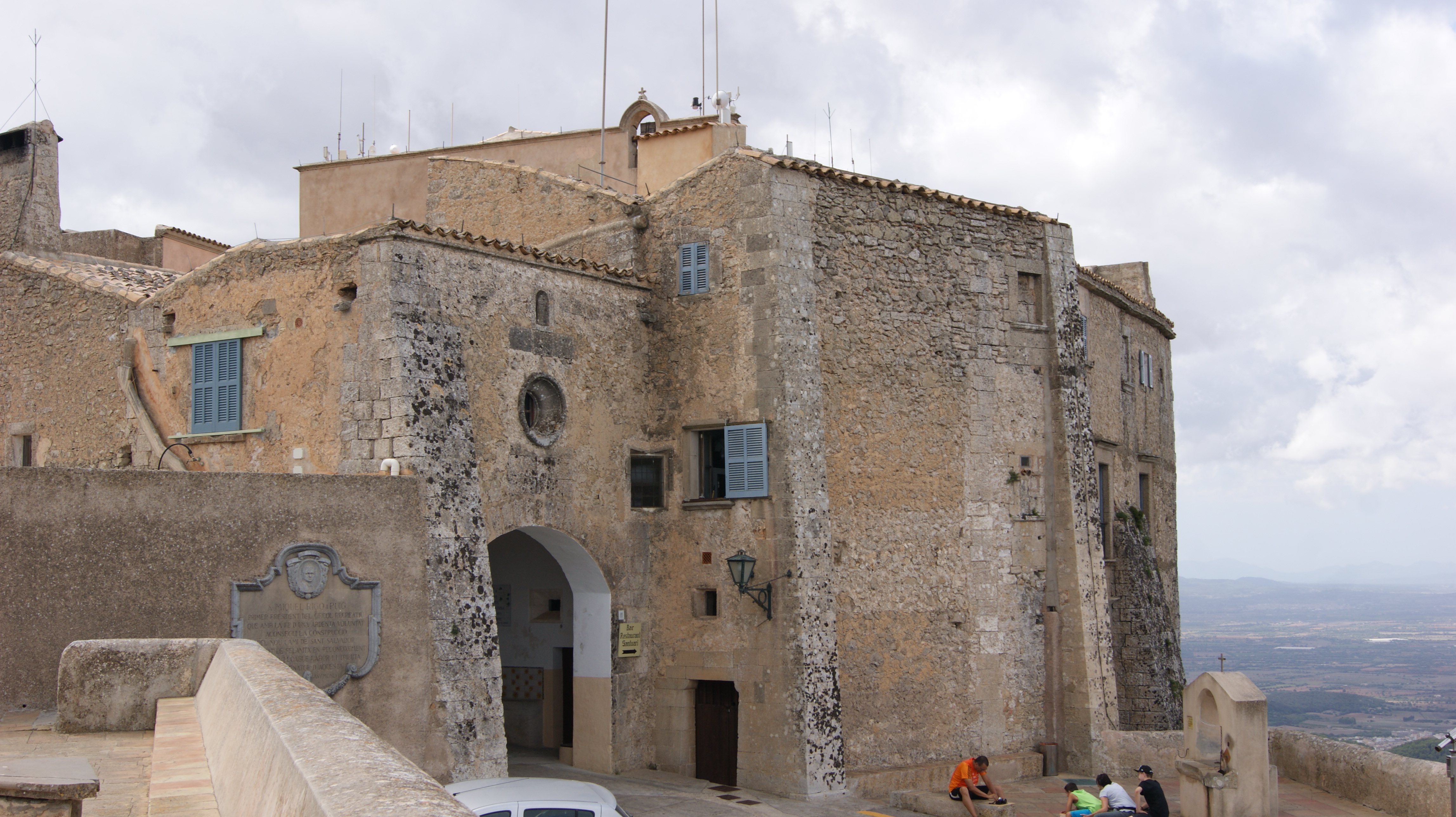
El Santuario de San Salvador, en el municipio de Felanich

Els Cavallets es un conjunto de danzas rituales de Felanich. Estos bailes aparecieron en 1603 al fundarse el Convento de San Agustín. La iglesia mantuvo estas danzas tradicionales hasta la desamortización, cuando a partir de 1881 el propio ayuntamiento de la ciudad los gestionó.
Los Cavallets es un grupo de siete niños (las chicas pueden bailar desde hace algunos años, antes era un grupo totalmente masculino) de entre diez y trece años. Todos van vestidos con pantalones blancos, guerrera roja y sombrero verde. La Dama —actualmente suele ser una chica, pero en tiempos pasados era un varón y estaba totalmente prohibido a las féminas— va vestida de blanco, rosa, una guerrera verde y sombrero rojo. Lleva un pañuelo con el que marca el compás y señala el inicio del baile. Cada uno de los bailes tiene nombre, y algunos incluso tienen música propia: Los Cambios (Els canvis),  Paso Nuevo (Pas Nou), Paseo (Passeig), Círculo (Rotllet), etc. Junto con ellos danzan gigantes y demonios, que corren de un lado a otro persiguiendo a los niños que quieren jugar.
Sant Joan Pelós
Un joven vestido con falda y capa de seda roja representa la figura de San Juan Bautista, mientras realiza un baile lleno de pequeños saltos por las calles de Felanich. Antiguamente los saltos eran realizados con la mayor altura posible y lo más explosivos que bailarín pudiera realizar. El joven lleva una careta y una corona de latón. Se hace llamar de esta manera, porque originariamentese cubría con piel de cordero u oveja. La danza de Sant Joan Pelós va acompañada por la música de guitarras, fabiol, bandurrias y guitarrones. Al haber terminado el baile, se reparten claveles a los espectadores. Del mismo modo que Els Cavallets, en 2016 el tradicional baile de Sant Joan Pelós fue considerado como Fiesta de Interés Cultural. Se puede disfrutar del baile de Sant Joan Pelós el 24 de junio, día San Juan.
Els Salers
Otra tradición que hoy en día se conserva en Felanich son Els Salers. Una tradición recuperada hace cuarenta años y en total vigencia actualmente. Els Salers son un grupo de jóvenes que, vestidos con camisa blanca y tejanos, salen a las calles del pueblo a cantar y bailar durante el día de Pascua, terminada la procesión de la Encontrada. Con el canto de sus versos, acompañados de guitarras y flautas, invitan a la gente al ball dels salers y piden las últimas viandas de Pascua (panadas y robiols). Finalizado el recorrido por el pueblo, se sube al pico de San Salvador. Originariamente Els Salers se formaban en el entorno de los quintos del pueblo. Jóvenes que cantaban y invitaban a salir a las chicas del pueblo yendo de casa en casa.
La Capta de San Marcial
La Capta de San Marcial es una tonada de Felanich creada por una pequeña obrería que realizó esta música con el objetivo de captar dinero para pagar la festividad del santo. En 1842 se encontraron unos primeros indicios de esta tradición, pero es a partir de 1910 que hay transcripciones de las partituras de estas tonadas. La tradición ha existido de manera intermitente, pero desde 2008 una formación sencilla de violín, guitarra y guitarrilla sale todos los años para hacer La Capta. Siempre son jóvenes, y los que no lo son tanto pero sí de espíritu, quienes participan y viven con entusiasmo esta fiesta: bailarines, músicos y vecinos: toda la población se vuelca en la fiesta.

## Hermanamiento
- San Pedro (Argentina)